# Los misterios de Rock Island
Los misterios de Rock Island (originalmente anunciado como Taylor's Island) es una serie de televisión australiana para niños y adolescentes, que se estrenó en el canal australiano 10 Shake el 2 de mayo de 2022 y en Nickelodeon al día siguiente. Sigue las aventuras del grupo de amigos de Taylor, que exploran Rock Island.

## Elenco
- Alexa Curtis como Taylor Young.
- Noah Akhigbe como Nori Harlow.
- Inessa Tan como Meesha Rai.
- Ryan Yeates como Ellis Grouch.
- Izellah Connelly como Lila Gray, hermanastra de Taylor.
- Kimberley Joseph como Emily Young, la madre de Taylor.
- Craig Horner como Sunny Gray, el padrastro de Taylor.
- Monette Lee como Gillian Rai.
- Annabelle Stephenson como Racquel Newman.
- Lucas Linehan como el tío Charlie.

## Producción
La serie de 20 episodios se filmó en Gold Coast y Port Douglas, Queensland en 2021 y es una producción de FremantleMedia Australia para Network 10 y Nickelodeon International. La serie fue creada por Matthew Cooke, Vincent Lund y Michael Ford. Fue escrita por el productor de guiones Stephen Vagg , con los escritores Sam Carroll, Alix Beane, David Hannam, Marisa Nathar, Natesha Somasundaram, Trent Roberts, Jessica Brookman y Hannah Samuel.
En octubre de 2022, Network 10 y Nickelodeon anunciaron que el programa se había renovado para una segunda temporada, la cual estrenó el 25 de septiembre de 2023 en Australia. Posteriormente, el 6 de mayo de 2024 fue renovada para una tercera temporada, la cual estrenó el 23 de noviembre del mismo año.

## Episodios
| Temporada | Temporada | Episodios | Australia                | Australia               | Latinoamérica        | Latinoamérica           | España                 | España                  |
| Temporada | Temporada | Episodios | Comienzo                 | Final                   | Comienzo             | Final                   | Comienzo               | Final                   |
| --------- | --------- | --------- | ------------------------ | ----------------------- | -------------------- | ----------------------- | ---------------------- | ----------------------- |
|           | 1         | 20        | 2 de mayo de 2022        | 27 de mayo de 2022      | 6 de agosto de 2022  | 17 de diciembre de 2022 | 17 de octubre de 2022  | 11 de noviembre de 2022 |
|           | 2         | 20        | 25 de septiembre de 2023 | 25 de octubre de 2023   | 5 de febrero de 2024 | 1 de marzo de 2024      | 4 de diciembre de 2023 | 29 de diciembre de 2023 |
|           | 3         | 20        | 23 de noviembre de 2024  | 22 de diciembre de 2024 | 3 de marzo de 2025   | 28 de marzo de 2025     | 3 de marzo de 2025     | 28 de marzo de 2025     |

### Temporada 1 (2022)
| No. serie | No. temp. | Título                                                               | Fecha de estreno original | Estreno en Latinoamérica | Estreno en España       | Cod. de Prod.. |
| --------- | --------- | -------------------------------------------------------------------- | ------------------------- | ------------------------ | ----------------------- | -------------- |
| 1         | 1         | «Feliz Cumpleaños, Taylor!» «Happy Birthday, Taylor!»                | 2 de mayo de 2022         | 6 de agosto de 2022      | 17 de octubre de 2022   | 101            |
| 2         | 2         | «El Bermuda Queen» «Bermuda Queen»                                   | 3 de mayo de 2022         | 13 de agosto de 2022     | 18 de octubre de 2022   | 102            |
| 3         | 3         | «Hay Algo en el Agua» «Something in the Water»                       | 4 de mayo de 2022         | 20 de agosto de 2022     | 19 de octubre de 2022   | 103            |
| 4         | 4         | «¿Quién es ella?» «Who's That Girl»                                  | 5 de mayo de 2022         | 27 de agosto de 2022     | 20 de octubre de 2022   | 104            |
| 5         | 5         | «Llamada de Auxilio» «Distress Call»                                 | 6 de mayo de 2022         | 3 de septiembre de 2022  | 21 de octubre de 2022   | 105            |
| 6         | 6         | «Una Historia de Dos Taylor» «A Tale of Two Taylors»                 | 9 de mayo de 2022         | 10 de septiembre de 2022 | 24 de octubre de 2022   | 106            |
| 7         | 7         | «La Sombra» «The Shadow»                                             | 10 de mayo de 2022        | 17 de septiembre de 2022 | 25 de octubre de 2022   | 107            |
| 8         | 8         | «El Huracán Jonah» «Hurricane Jonah»                                 | 11 de mayo de 2022        | 24 de septiembre de 2022 | 26 de octubre de 2022   | 108            |
| 9         | 9         | «El Mensaje en la Botella» «Text Message in a Bottle»                | 12 de mayo de 2022        | 1 de octubre de 2022     | 27 de octubre de 2022   | 109            |
| 10        | 10        | «La Caracola» «Sea Shell»                                            | 13 de mayo de 2022        | 8 de octubre de 2022     | 28 de octubre de 2022   | 110            |
| 11        | 11        | «El Mapa del Tesoro» «Treasure Map»                                  | 16 de mayo de 2022        | 15 de octubre de 2022    | 31 de octubre de 2022   | 111            |
| 12        | 12        | «El Sueño de Taylor» «Taylor's Dream»                                | 17 de mayo de 2022        | 22 de octubre de 2022    | 1 de noviembre de 2022  | 112            |
| 13        | 13        | «Una Cita con Atlantis» «A Date with Atlantis»                       | 18 de mayo de 2022        | 29 de octubre de 2022    | 2 de noviembre de 2022  | 113            |
| 14        | 14        | «El Enigma del Misterio Olvidado» «Mystery of the Forgotten Mystery» | 19 de mayo de 2022        | 5 de noviembre de 2022   | 3 de noviembre de 2022  | 114            |
| 15        | 15        | «Un Joven Misterio» «A Young Mystery»                                | 20 de mayo de 2022        | 12 de noviembre de 2022  | 4 de noviembre de 2022  | 115            |
| 16        | 16        | «Día del Pulpo» «Day of the Octopus»                                 | 23 de mayo de 2022        | 19 de noviembre de 2022  | 7 de noviembre de 2022  | 116            |
| 17        | 17        | «La Planta Pong» «Pong Plant»                                        | 24 de mayo de 2022        | 26 de noviembre de 2022  | 8 de noviembre de 2022  | 117            |
| 18        | 18        | «Intercambio de Cerebros» «Brain Swap»                               | 25 de mayo de 2022        | 3 de diciembre de 2022   | 9 de noviembre de 2022  | 118            |
| 19        | 19        | «Luces en el Cielo» «Lights in the Sky»                              | 26 de mayo de 2022        | 10 de diciembre de 2022  | 10 de noviembre de 2022 | 119            |
| 20        | 20        | «Un Adiós Inesperado» «The Mystery of Raquel»                        | 27 de mayo de 2022        | 17 de diciembre de 2022  | 11 de noviembre de 2022 | 120            |

### Temporada 2 (2023)
| No. serie | No. temp. | Título                                                                       | Fecha de estreno original | Estreno en México                        | Estreno en España y Latinoamérica            | Cod. de Prod.. |
| --------- | --------- | ---------------------------------------------------------------------------- | ------------------------- | ---------------------------------------- | -------------------------------------------- | -------------- |
| 2122      | 12        | «La cueva infinita» «The Cave to Everywhere»                                 | 25 de septiembre de 2023  | 5 de febrero de 20246 de febrero de 2024 | 4 de diciembre de 20235 de diciembre de 2023 | 201202         |
| 23        | 3         | «El mensaje» «The Message»                                                   | 26 de septiembre de 2023  | 7 de febrero de 2024                     | 6 de diciembre de 2023                       | 203            |
| 24        | 4         | «Una foto del pasado» «A Photo From the Past»                                | 27 de septiembre de 2023  | 8 de febrero de 2024                     | 7 de diciembre de 2023                       | 204            |
| 25        | 5         | «Algo más en el agua» «Something Else in the Water»                          | 28 de septiembre de 2023  | 9 de febrero de 2024                     | 8 de diciembre de 2023                       | 205            |
| 26        | 6         | «Sueña un poco» «Dream A Little Dream»                                       | 2 de octubre de 2023      | 12 de febrero de 2024                    | 11 de diciembre de 2023                      | 206            |
| 27        | 7         | «El brazalete» «Lucky Charm»                                                 | 3 de octubre de 2023      | 13 de febrero de 2024                    | 12 de diciembre de 2023                      | 207            |
| 28        | 8         | «Nuevos amigos» «New Friends»                                                | 4 de octubre de 2023      | 14 de febrero de 2024                    | 13 de diciembre de 2023                      | 208            |
| 29        | 9         | «Excavación» «The Dig»                                                       | 5 de octubre de 2023      | 15 de febrero de 2024                    | 14 de diciembre de 2023                      | 209            |
| 30        | 10        | «El día que desapareció el tío Charlie» «The Day Uncle Charlie Went Missing» | 9 de octubre de 2023      | 16 de febrero de 2024                    | 15 de diciembre de 2023                      | 210            |
| 31        | 11        | «Regresa al Valle Oculto» «Return to the Hidden Valley»                      | 10 de octubre de 2023     | 19 de febrero de 2024                    | 18 de diciembre de 2023                      | 211            |
| 32        | 12        | «Secretos en el hielo» «Secrets in the Ice»                                  | 11 de octubre de 2023     | 20 de febrero de 2024                    | 19 de diciembre de 2023                      | 212            |
| 33        | 13        | «Cazador misterioso» «Mystery Hunter»                                        | 12 de octubre de 2023     | 21 de febrero de 2024                    | 20 de diciembre de 2023                      | 213            |
| 34        | 14        | «Congelado en el tiempo» «Frozen in Time»                                    | 16 de octubre de 2023     | 22 de febrero de 2024                    | 21 de diciembre de 2023                      | 214            |
| 35        | 15        | «Novio fugitivo» «Runaway Groom»                                             | 17 de octubre de 2023     | 23 de febrero de 2024                    | 22 de diciembre de 2023                      | 215            |
| 36        | 16        | «Los dos Charlies» «The Two Charlies»                                        | 18 de octubre de 2023     | 26 de febrero de 2024                    | 25 de diciembre de 2023                      | 216            |
| 37        | 17        | «Viaje al fondo de la isla» «Journey to the Bottom of the Island»            | 19 de octubre de 2023     | 27 de febrero de 2024                    | 26 de diciembre de 2023                      | 217            |
| 38        | 18        | «Toda la verdad» «Too Much Information»                                      | 23 de octubre de 2023     | 28 de febrero de 2024                    | 27 de diciembre de 2023                      | 218            |
| 39        | 19        | «No es un simulacro» «This Is Not A Drill»                                   | 24 de octubre de 2023     | 29 de febrero de 2024                    | 28 de diciembre de 2023                      | 219            |
| 40        | 20        | «Fuente de energía» «The Energy Source»                                      | 25 de octubre de 2023     | 1 de marzo de 2024                       | 29 de diciembre de 2023                      | 220            |

### Temporada 3 (2024)
| No. serie | No. temp. | Título                                                                      | Fecha de estreno original | Estreno en México   | Estreno en España y Latinoamérica | Cod. de Prod.. |
| --------- | --------- | --------------------------------------------------------------------------- | ------------------------- | ------------------- | --------------------------------- | -------------- |
| 41        | 1         | «Bienvenida a casa, Taylor» «Welcome Back Taylor»                           | 23 de noviembre de 2024   | 3 de marzo de 2025  | 3 de marzo de 2025                | 301            |
| 42        | 2         | «El eco siempre se devuelve» «An Echo Must Return»                          | 23 de noviembre de 2024   | 4 de marzo de 2025  | 4 de marzo de 2025                | 302            |
| 43        | 3         | «La cripta escondida» «The Hidden Crypt»                                    | 24 de noviembre de 2024   | 5 de marzo de 2025  | 5 de marzo de 2025                | 303            |
| 44        | 4         | «La roca del solsticio» «Solstice Stone»                                    | 24 de noviembre de 2024   | 6 de marzo de 2025  | 6 de marzo de 2025                | 304            |
| 45        | 5         | «El retrato» «The Portrait»                                                 | 30 de noviembre de 2024   | 7 de marzo de 2025  | 7 de marzo de 2025                | 305            |
| 46        | 6         | «Los opuestos se atraen» «Opposites Attract»                                | 30 de noviembre de 2024   | 10 de marzo de 2025 | 10 de marzo de 2025               | 306            |
| 47        | 7         | «Taylor artificial» «Artificial Taylor»                                     | 1 de diciembre de 2024    | 11 de marzo de 2025 | 11 de marzo de 2025               | 307            |
| 48        | 8         | «Sonámbula» «Sleepwalker»                                                   | 1 de diciembre de 2024    | 12 de marzo de 2025 | 12 de marzo de 2025               | 308            |
| 49        | 9         | «Los oyentes de Lila» «Lila's Listeners»                                    | 7 de diciembre de 2024    | 13 de marzo de 2025 | 13 de marzo de 2025               | 309            |
| 50        | 10        | «La verdad debajo» «The Truth Below»                                        | 7 de diciembre de 2024    | 14 de marzo de 2025 | 14 de marzo de 2025               | 310            |
| 51        | 11        | «Ellis vs. Ellis»                                                           | 8 de diciembre de 2024    | 17 de marzo de 2025 | 17 de marzo de 2025               | 311            |
| 52        | 12        | «Es eléctrico» «It's Electric»                                              | 8 de diciembre de 2024    | 18 de marzo de 2025 | 18 de marzo de 2025               | 312            |
| 53        | 13        | «Quién es quién» «Who's Who»                                                | 14 de diciembre de 2024   | 19 de marzo de 2025 | 19 de marzo de 2025               | 313            |
| 54        | 14        | «Pequeños problemas» «Tiny Troubles»                                        | 14 de diciembre de 2024   | 20 de marzo de 2025 | 20 de marzo de 2025               | 314            |
| 55        | 15        | «Cristalizada» «Crystallised»                                               | 15 de diciembre de 2024   | 21 de marzo de 2025 | 21 de marzo de 2025               | 315            |
| 56        | 16        | «Reflexiones» «Reflections»                                                 | 15 de diciembre de 2024   | 24 de marzo de 2025 | 24 de marzo de 2025               | 316            |
| 57        | 17        | «Atrapando un fantasma» «To Catch a Ghost»                                  | 21 de diciembre de 2024   | 25 de marzo de 2025 | 25 de marzo de 2025               | 317            |
| 58        | 18        | «El árbol llorón» «The Weeping Tree»                                        | 21 de diciembre de 2024   | 26 de marzo de 2025 | 26 de marzo de 2025               | 318            |
| 59        | 19        | «El regreso» «Homecoming, Part One»                                         | 22 de diciembre de 2024   | 27 de marzo de 2025 | 27 de marzo de 2025               | 319            |
| 60        | 20        | «Esa sensación de hundimiento» «Homecoming, Part Two: That Sinking Feeling» | 22 de diciembre de 2024   | 28 de marzo de 2025 | 28 de marzo de 2025               | 320            |